# なるしお (潜水艦・初代)
なるしお（ローマ字：JS Narushio, SS-569、ATSS-8002）は、海上自衛隊の潜水艦。うずしお型潜水艦の4番艦。艦名は渦潮の別名である鳴潮から由来する。

## 艦歴
「なるしお」は、第3次防衛力整備計画に基づく昭和45年度計画潜水艦8084号艦として、三菱重工業神戸造船所で1971年5月8日に起工され、1972年11月22日に進水、1973年9月28日に就役し、同日付けで第1潜水隊群隷下に新編された第5潜水隊に「いそしお」とともに編入された。
1974年11月9日に発生した第十雄洋丸事件に際し、消火困難に陥った第十雄洋丸を海没処分すべく災害派遣として出動した。本艦は11月28日午後、処分海域に到着ののち魚雷攻撃を実施、Mk37魚雷4発を発射したが機械故障や調整の不具合、弾頭の威力不足が重なって「撃沈処分」は失敗した。
1976年7月24日から10月15日までの間、ハワイ派遣訓練に参加。
1980年1月28日から4月24日までの間、ハワイ派遣訓練に参加。
1982年3月25日午後12時47分頃、呉帰投中に操艦ミスにより関門海峡東口の部埼灯台の北北西約3キロの浅瀬に座礁。午後6時過ぎ、上げ潮により自力で離礁した。
1990年6月8日、特務潜水艦に種別変更され、艦籍番号がATSS-8002に変更、第1潜水隊群直轄艦となる。
1993年3月17日、除籍。